# Leila Luik
Leila Luik (* 14. Oktober 1985 in Tartu, Sowjetunion) ist eine estnische Langstreckenläuferin und Olympionikin (2016).

## Werdegang
Ihren ersten Marathon lief sie am 11. September 2011 beim Tallinn-Marathon, wofür sie 2:52:05 h benötigte.
Am 21. Oktober 2012 lief sie den Amsterdam-Marathon in 2:40:12 h.
Anfang Dezember 2013 brauchte sie 2:37:11 h für den Shanghai-Marathon.
2014 erreichte sie im Marathon nach 2:45:59 h den 43. Platz bei den Leichtathletik-Europameisterschaften in Zürich.
Ihre eineiigen Drillings-Schwestern Lily und Liina sind ebenfalls Langstreckenläuferinnen.
Die drei Schwestern gingen miteinander bei den Olympischen Sommerspielen 2016 an den Start. Leila belegte in Rio de Janeiro den 114. Rang.

## Sportliche Erfolge
| Datum/Jahr    | Rang | Wettbewerb                                | Austragungsort | Zeit     | Bemerkung                             |
| ------------- | ---- | ----------------------------------------- | -------------- | -------- | ------------------------------------- |
| 14. Aug. 2016 | 114  | Olympische Sommerspiele 2016              | Rio de Janeiro | 02:54:38 |                                       |
| 16. Aug. 2014 | 43   | Leichtathletik-Europameisterschaften 2014 | Zürich         | 02:45:59 |                                       |
| 1. Dez. 2013  |      | Shanghai-Marathon                         | Shanghai       | 02:37:11 | persönliche Bestzeit                  |
| 21. Okt. 2012 |      | Amsterdam-Marathon                        | Amsterdam      | 02:40:12 |                                       |
| 11. Sep. 2011 |      | Tallinn-Marathon                          | Tallinn        | 02:52:05 | erster Start auf der Marathon-Distanz |

## Persönliche Bestleistungen

### Freiluft
- 5000 m: 16:57,55 min, Tallinn
- 10 km Straßenlauf: 34:16 min, Paderborn
- Halbmarathon: 1:13:58 h, 3. März 2013, Lido di Ostia
- Marathon: 2:37:11 h, 1. Dezember 2013, Shanghai-Marathon

### Halle
- 3000 m: 9:38,83 min, Tallinn